# 新日特季亞 (切爾尼夫齊區)
48°22′30″N 28°10′21″E / 48.37500°N 28.17250°E
新日特蒂亞（烏克蘭語：Нове Життя）是位於烏克蘭西南部的村莊，由文尼察州裡莫希利夫-波季利斯基区的巴布欽齊市鎮負責管轄。該村始建於1400年，面積0.78平方公里，海拔高度198米，2001年人口135，人口密度每平方公里173.75人。